# Paprykarz

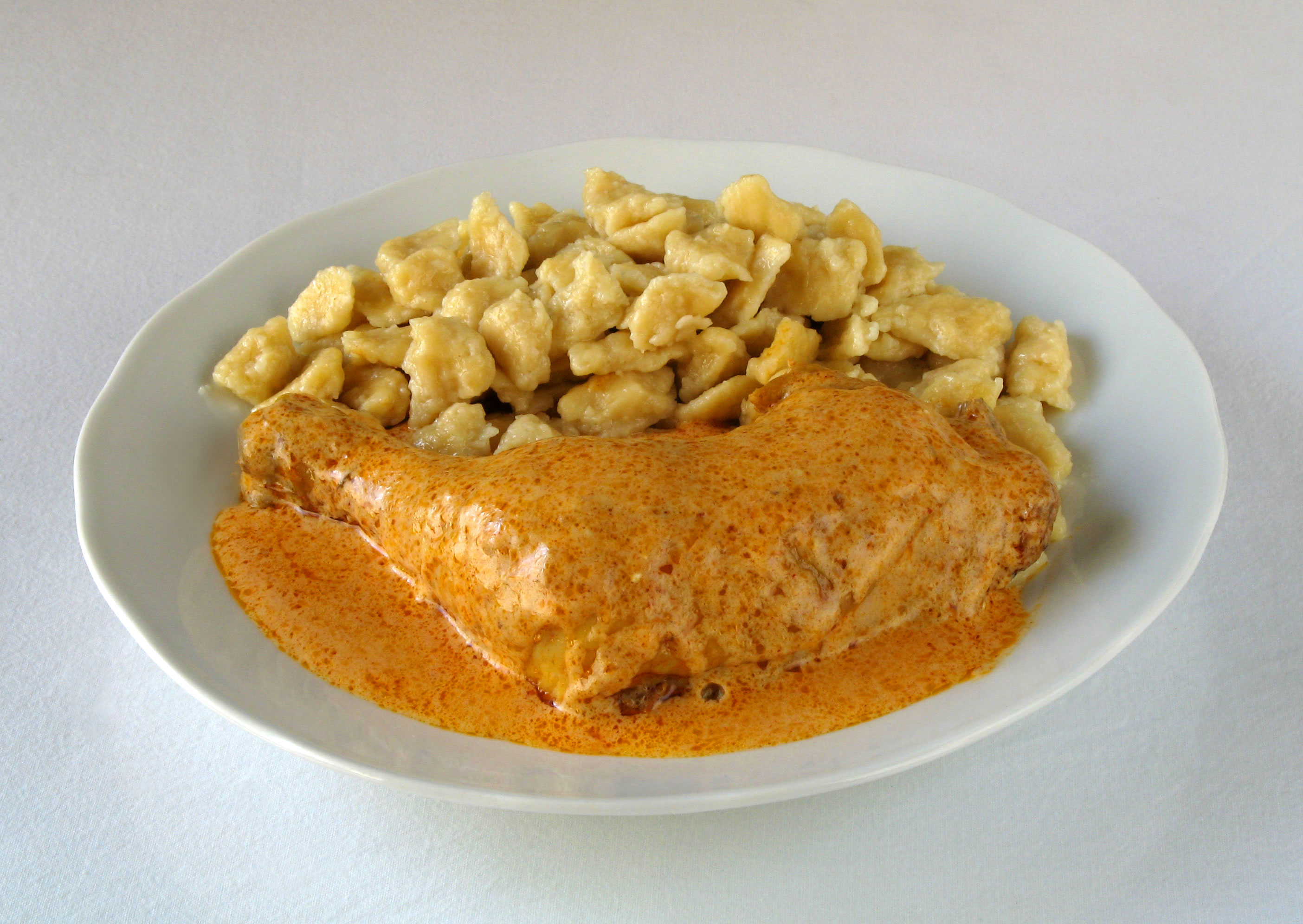
Paprykarz z kurczaka (csirkepaprikás) z kluseczkami

Paprykarz (węg. paprikás) – tradycyjna potrawa kuchni węgierskiej, przyrządzana z mięsa i papryki, niekiedy z dodatkiem śmietany (według części opinii jest to podstawowy wyróżnik paprykarza).
Występuje w wielu wariantach, w zależności od rodzaju użytego mięsa:
- marhapaprikás z wołowiny
- borjúpaprikás z cielęciny
- birkapaprikás z baraniny
- csirkepaprikás z kurczaka
- halpaprikás z ryby
- krumplipaprikás z kiełbasy i ziemniaków